# Galaxie naine sphéroïdale
 (août 2020).
Si vous disposez d'ouvrages ou d'articles de référence ou si vous connaissez des sites web de qualité traitant du thème abordé ici, merci de compléter l'article en donnant les références utiles à sa vérifiabilité et en les liant à la section « Notes et références ».

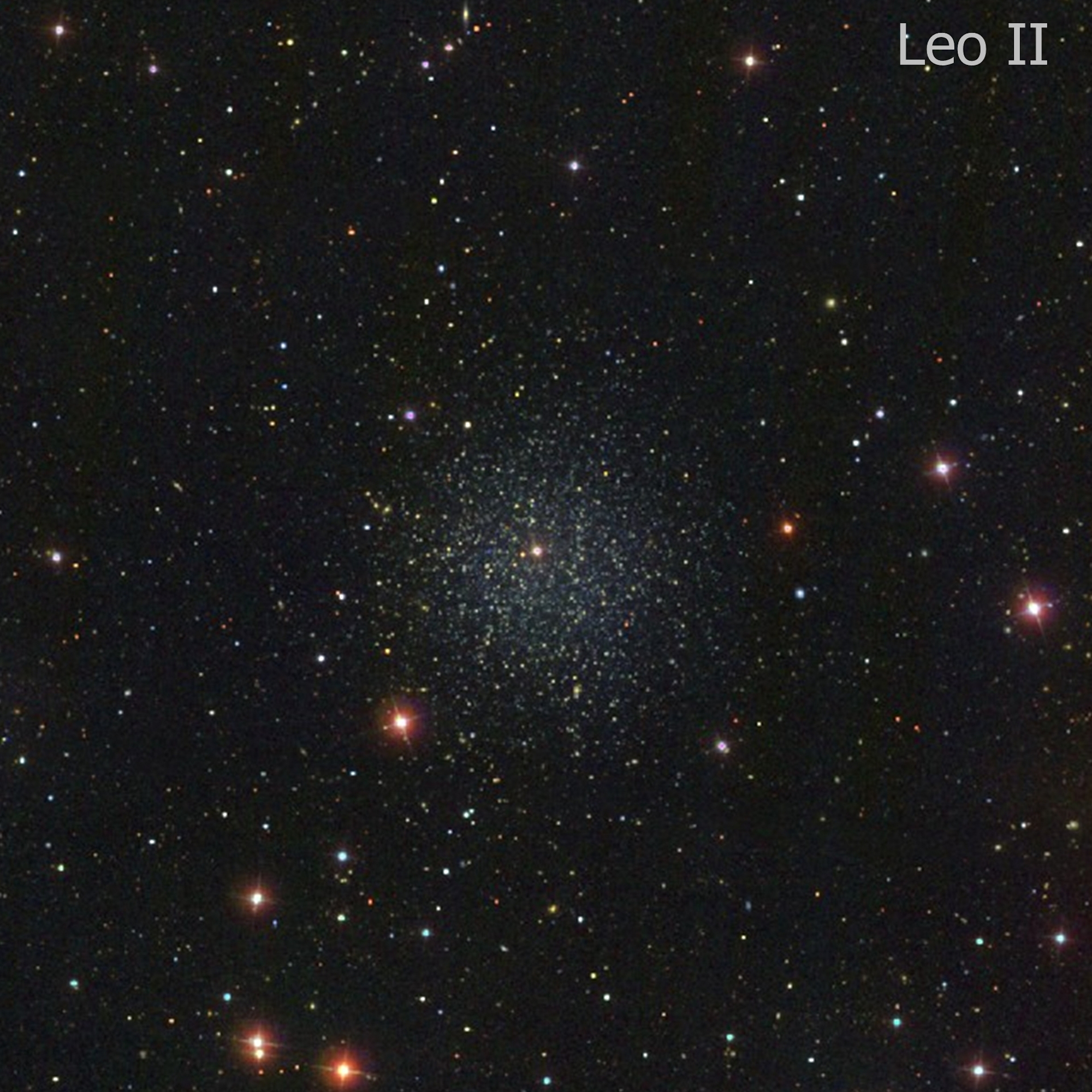
Une galaxie naine sphéroïdale, la galaxie du Lion II (Leo II).

Une galaxie est classée sphéroïdale naine, notée dSph pour l'anglais dwarf spheroidal galaxy, si ses étoiles ont une distribution spatiale plus ou moins sphérique et si elle est de petite taille, c'est-à-dire constituée de quelques millions à quelques centaines de millions d'étoiles.
Ces petites galaxies représentent la majorité des galaxies du Groupe local et gravitent dans le voisinage de notre galaxie. Les deux nuages de Magellan sont également des galaxies (irrégulières) du groupe local. On en compte une douzaine.[pas clair] Leur diamètre angulaire est d'environ 30 minutes d'arc et leurs étoiles peuvent être repérées individuellement grâce à leur proximité de la Voie lactée.
Ces objets sont pour la plupart très anciens et ont peu évolué, c'est-à-dire qu'ils ont eu très peu de générations de populations stellaires. Leurs étoiles sont donc pauvres en métaux et présentent des caractéristiques similaires à celles des amas globulaires. Elles sont éloignées de nous de quelques kiloparsecs. Il est très difficile de les distinguer du fond du ciel dans le halo. Quelques exemples : Sculptor, Fornax, Leo I et Leo II, Draco, Carina. Leur origine est débattue : fruits de la destruction collisionnelle de deux galaxies géantes ayant donné naissance à notre galaxie ou bien formation individuelle à l'époque de la formation de la Galaxie par fragmentation du nuage protogalactique.